# Lyngby-Gladsaxe Volley 2016-2017 (maschile)
Questa voce raccoglie le informazioni riguardanti il Lyngby-Gladsaxe Volley nelle competizioni ufficiali della stagione 2016-2017.

## Organigramma societario
Area direttiva
- Presidente: Jan Kold
- Vicepresidente: Finn Christensen
- Consigliere: Carsten Olsen, Michael Winther

Area organizzativa
- Tesoriere: Erik Hansen

Area tecnica
- Allenatore: Frederick Sturm
- Allenatore in seconda: Bettina Alstrup, Mikkel Eriksen
- Scout man: Nikoline Mogensen

## Rosa
| N° | Nome                 | Ruolo | Data di nascita   | Nazionalità sportiva |
| -- | -------------------- | ----- | ----------------- | -------------------- |
| 1  | David Bording        | S     | 8 febbraio 1986   | Danimarca            |
| 2  | Nicholas Egebak      | S/O   | 20 settembre 1995 | Danimarca            |
| 3  | Nikolaj Nyholm       | C     | 7 gennaio 1993    | Danimarca            |
| 4  | Emil Gade            | C     | 5 marzo 1994      | Danimarca            |
| 5  | Jacob Stenstrup      | L     | 4 marzo 1997      | Danimarca            |
| 6  | Patrik Bertilsson    | S     | 11 dicembre 1988  | Svezia               |
| 7  | Jon Junker           | P     | 31 agosto 1988    | Danimarca            |
| 8  | Jonathan Møller      | S     | 18 dicembre 1995  | Danimarca            |
| 9  | Serhad Polat         | L     | 17 marzo 1996     | Danimarca            |
| 9  | Mads Troelsgaard     | L     | 30 giugno 1994    | Danimarca            |
| 10 | Martin Bülow-Nielsen | S/O   | 10 ottobre 1984   | Danimarca            |
| 11 | Frederik Holm        | P     | 3 settembre 1990  | Danimarca            |
| 12 | Jonas Napier         | S     | 18 febbraio 1978  | Danimarca            |
| 13 | Gabriel García       | S     | 30 agosto 1996    | Cuba                 |
| 14 | Tomass Otmans        | S     | 9 aprile 1999     | Lettonia             |
| 15 | Arjen Prins          | C     | 12 agosto 1966    | Danimarca            |